# هر کی یک چیزی می‌خواد!!
«هرکی یک چیزی می‌خواد!!» تک‌آهنگی از گروه موسیقی هارد راک ون هیلن است.